# Лобанівка (Харківський район)
Лобані́вка — село в Україні, у Дергачівській міській громаді Харківського району Харківської області. Населення становить 191 осіб. До 2020 року орган місцевого самоврядування — Токарівська сільська рада.

## Географія
Село Лобанівка знаходиться на лівому березі річки Татарка, за 1 км від місця впадання її в річку Лопань (права притока), вище за течією на відстані 1 км — село Токарівка Друга, за 3 км — село Токарівка, нижче по течією примикає до села Цупівка, на протилежному березі село Дубівка. На відстані 1 км залізнична станція Цупівка.

## Населення

### Мова
Розподіл населення за рідною мовою за даними перепису 2001 року:
| Мова       | Кількість | Відсоток |
| ---------- | --------- | -------- |
| українська | 167       | 87.43%   |
| російська  | 24        | 12.57%   |
| Усього     | 191       | 100%     |

## Історія
12 червня 2020 року, розпорядженням Кабінету Міністрів України № 725-р «Про визначення адміністративних центрів та затвердження територій територіальних громад Харківської області», увійшло до складу Дергачівської міської громади.
19 липня 2020 року, в результаті адміністративно-територіальної реформи та ліквідації Дергачівського району, село увійшло до складу Харківського району.